# 利克苏里翁
利克苏里翁（希臘語：Ληξούρι），又译为利克苏里，是希腊伊奧尼亞群島大區凯法利尼亚专区的一个市镇，市镇面积为119.6平方公里，2011年人口数量为7,098人。该市镇位于凯法利尼亚岛西部的半岛上。

## 行政
利克苏里翁市镇成立于2019年的地方政府改革中。当时凯法利尼亚岛分成三个市镇。利克苏里翁市镇只包括一个市区。